# Cloniophorus glaberrimus
Cloniophorus glaberrimus är en skalbaggsart som beskrevs av Schmidt 1922. Cloniophorus glaberrimus ingår i släktet Cloniophorus och familjen långhorningar. Inga underarter finns listade i Catalogue of Life.